# A Caipirinha
A Caipirinha, é um autorretrato cubista pintado por Tarsila do Amaral em 1923 e cujo título faz referência à sua origem no interior paulista. 

## A pintura
É uma pintura em óleo sobre tela, medindo 64 cm x 81 cm. A pintura, concebida pela artista em 1923, um ano após a Semana de Arte Moderna.

## Venda
A obra foi comprada por R$ 57,5 milhões de reais em 17 de Dezembro de 2020. O Valor da venda de “A Caipirinha” e novo recorde para a arte brasileira de maior valor.